# Phocoena spinipinnis
La marsopa negra o espinosa (Phocoena spinipinnis) es una especie de cetáceo odontoceto de la familia Phocoenidae, una de seis especies de marsopa. Es endémica de las costas de Sudamérica. Fue descrita por primera vez por Carlos Germán Burmeister en 1865.

## Descripción
La mayoría de las fotografías de la marsopa de Burmeister han sido tomadas de ejemplares muertos, y muestran la coloración del animal casi negra. Esto dio origen a su nombre vernáculo inicial, "marsopa negra". Sin embargo, los ejemplares vivos son típicamente de un color gris oscuro y la coloración negra se adquiere pocos minutos después de la muerte. El vientre varía de color, pero usualmente es de un gris más claro.
La longitud de los ejemplares adultos es de 150 cm, con pesos promedio de 75 kg. La forma y emplazamiento de la aleta dorsal es característica de los Phocoenidae, triangular, con su extremo orientado hacia atrás, y colocada en el tercio posterior del cuerpo, mucho más atrás que en cualquier otra especie de delfín o aún de marsopas. Estas características son suficientes para distinguirla del delfín chileno, con quien comparte el hábitat del Pacífico sur.

## Conducta
La marsopa espinosa es difícil de observar. Parece ser tímida y asustadiza; muestra poco de su cuerpo cuando nada en la superficie y se aleja rápidamente cuando se acercan barcos. Suele moverse sola o en parejas, y solo ocasionalmente en grupos mayores. Se alimenta de varias especies pelágicas de peces, como anchoas, caballas y merluzas. 

## Población y distribución
Aunque la marsopa de Burmeister parece ser relativamente común en su hábitat, se han efectuado muy pocos estudios sobre su comportamiento. Su hábitat parece ser continuo entre las costas del norte del Perú, en el Océano Pacífico, rodeando Tierra del Fuego y subiendo hasta el sur de Brasil en el Océano Atlántico. La población total se estima en decenas de miles de ejemplares. Aunque en general se la encuentra muy cercana a las costas, se han avistado ejemplares hasta a 50 km de la playa, y también en agua dulce, en el río Valdivia, al sur de Chile.

## Conservación
Como todas las marsopas, es vulnerable a las capturas accidentales en redes de pesca. Esto es habitual en Uruguay, Perú y Chile. La mayor captura anual por este motivo se da en Perú, con 2000 ejemplares. También se la arponea deliberadamente para alimento y cebo de tiburones.
Se encuentra clasificada dentro del Libro Rojo de UICN en la categoría Near Threatened (NT) - "Casi amenazado". Se encuentra incluida además, en el Apéndice II de CITES.